# Rahmaniya

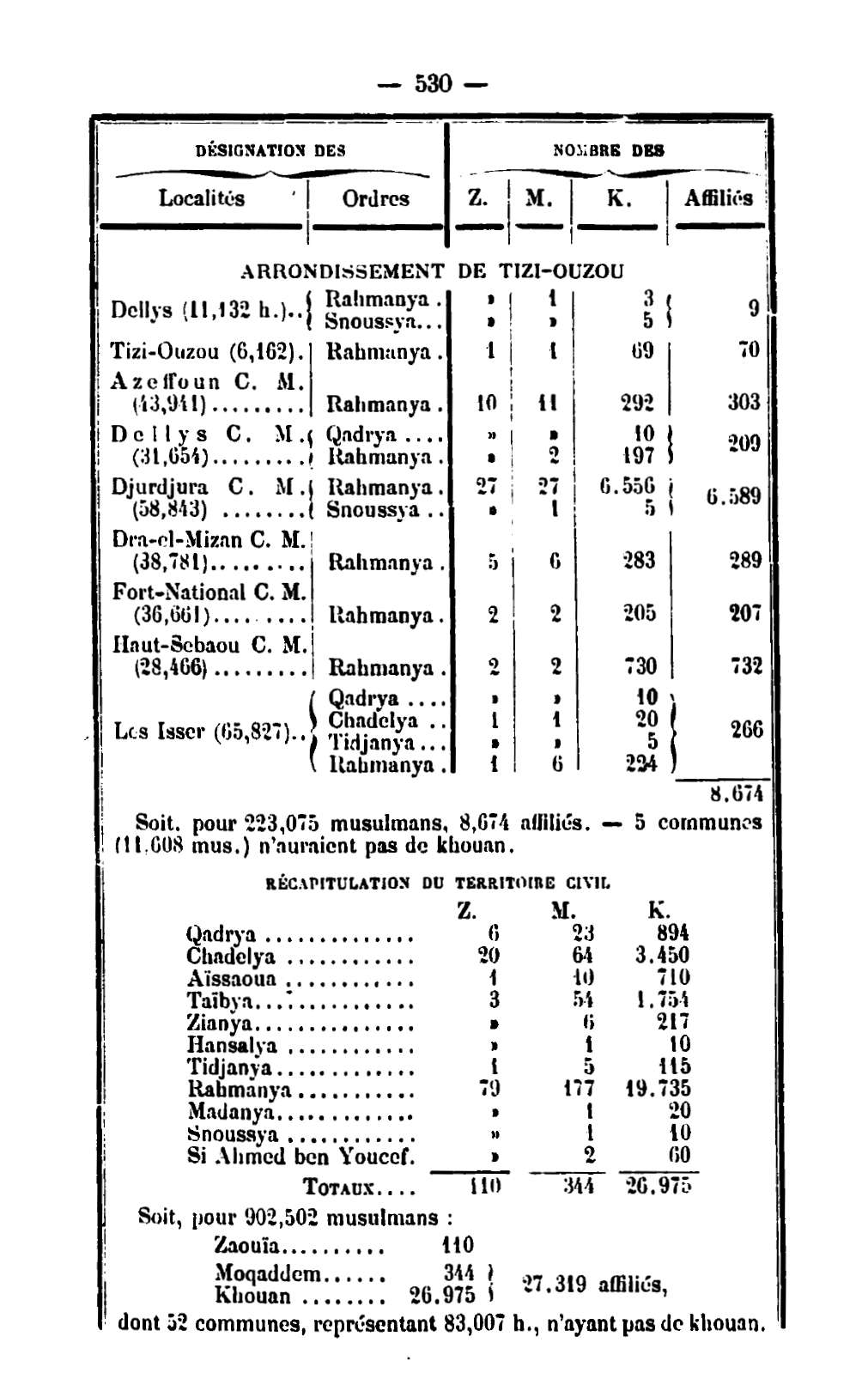
Statistiche sulla diffusione delle varie confraternite in Cabilia e in Algeria nel 1884 (da Rinn 1984). Si nota la schiacciante prevalenza numerica della Rahmaniya (circa 20.000 adepti su un totale di 27.000 membri di confraternite recensiti).

La Rahmaniya (in cabilo tareḥmanit) è una confraternita islamica fondata intorno al 1774 da Sidi Mhemmed ben Abderrahman ben Ahmed el Guejtouli el Djerdjeri el Azhari (noto come Bu Kobrin "dalle due sepolture"), un religioso nato e morto in Cabilia, nel villaggio di Aït Smaïl. La Rahmaniya, nata nel solco della Khelwatiya, ha conosciuto un grande sviluppo soprattutto nel XIX secolo in tutta l'Algeria e nel resto del Maghreb.

## Nascita dell'ordine
Sidi Mhemmed studiò a lungo al Cairo (alla scuola coranica di el Azhar), dove si affiliò alla confraternita khelwatiya ad opera dello sceicco Mohammed b. Salem Hafnawi, per ordine del quale compì viaggi fino in India, nel Sudan e in Turchia. Inviato infine in Algeria, con lo scopo di istruire i fedeli alle regole della confraternita, si recò dapprima nel proprio paese di Ait Smail, dove acquisì in breve tempo una reputazione che gli valse fama in tutto il paese. Passato a Hamma, un sobborgo di Algeri, suscitò le invidie dei capi religiosi della capitale, che gli intentarono un processo mettendo in dubbio la sua ortodossia. Ma la pressione della piazza in suo favore fu tale che il processo si concluse con una sua completa riabilitazione. Tornato ad esercitare le sue funzioni di capo della confraternita nel villaggio di Ait Smail, dopo pochi anni morì, ed anche la sua morte vide uno scontro tra fedeli di Algeri e fedeli cabili. Dalla capitale vennero infatti dei confratelli intenzionati a "rubare" il cadavere per seppellirlo a el Hamma. Il furto fu perpetrato, e ancor oggi ad Algeri si osserva la kubba del santo, ma i Cabili sostennero che per miracolo il suo corpo si era "sdoppiato" e giaceva ancora nella tomba del villaggio, da cui il soprannome Bu kobrin "dalle due sepolture" di Mhemmed ben Abderrahman.

## I capi successivi
Alla morte del fondatore (1794), subentrarono al comando, nell'ordine:
- Ali ben Aissa (marocchino, designato dallo stesso fondatore dell'ordine) 1794-1836
- Belkacem ou Elhafid (cabilo, dei Babors)
- Lalla Khedidja (vedova di Ali ben Aissa)
- Hadj Bachir (marocchino), morto ca. 1841-42
- Mohamed ben Belkacem n Aït Anan (cabilo, degli A. Zmenzer)
- Sidi Hadj Amer (dal 1844 al 1857)

Dopo il ritiro in esilio in Tunisia di Hadj Amer a seguito della disfatta contro l'esercito francese, la confraternita entra in crisi. La zawiya di At Smaïl viene chiusa dalle autorità, e altri centri prendono il suo posto nella gerarchia dell'ordine, e non è facile seguire con precisione questo processo. Secondo alcuni autori, il comando sarebbe passato da Sidi Hadj Amer, in esilio, al suo secondo in graduatoria, Sidi Mhemmed el Djaadi, cui però la massa degli adepti avrebbe preferito lo sceicco Aheddad di Seddouk. Secondo altri, tra il 1857 e il 1860 il comando sarebbe stato mantenuto dallo sceicco El Bedjawi, prima di cederlo allo stesso sceicco Aheddad.
Comunque sia, a partire dal 1860 circa, il comando della Rahmaniya appare incontestabilmente nelle mani dello sceicco Aheddad (Mohand Amezian Iheddaden), la cui zawiya, a Seddouk, sembra arrivasse a ospitare 200 studenti all'anno e a controllare direttamente 2000 confratelli (Aït Ferroukh 2001: 39).

## L'insurrezione del 1871
Lo scoppio dell'insurrezione della Cabilia del 1871 sarà un grave colpo per la confraternita. L'anziano sceicco Aheddad (ormai ultraottantenne), benché sulle prime piuttosto riluttante, finì per aderire alla sollevazione propugnata da el Mokrani, sembra su pressione dell'ambizioso figlio primogenito sceicco Aziz. E così, con una celebre orazione pubblica tenuta l'8 aprile di quell'anno al mercato dei Meisna, proclamò il jihād contro i Francesi. Data la vastissima diffusione della confraternita, questo proclama bastò a far divampare in brevissimo tempo la lotta per tutta la Cabilia e le altre regioni dove essa era più seguita.
Ma i combattimenti contro un esercito enormemente meglio equipaggiato durarono pochi mesi e si conclusero con una cocente sconfitta, al termine della quale i Francesi decisero di sottoporre l'Algeria intera (ed in particolare la Cabilia) ad un regime di stretto controllo, con l'eliminazione di tutti i capi locali che non fossero di sicura fiducia, ivi compresi quelli religiosi. Lo sceicco Aheddad morì in prigione pochi giorni dopo una condanna a 5 anni di prigione da parte del tribunale di Costantina, mentre il figlio Aziz venne deportato in Nuova Caledonia (da cui riuscì in seguito a fuggire per rifugiarsi a Jedda e concludere poi i suoi giorni in Francia nel 1895).
Per la verità non tutti i capi religiosi della Rahmaniya aderirono incondizionatamente alla mobilitazione promossa dallo sceicco Aheddad. Per esempio, lo sceicco Mohand ou-Lhocine di Takka, da tempo in disaccordo con lo sceicco, fu molto freddo al riguardo, consapevole dell'inevitabile sconfitta e dell'inutilità del sacrificio di tante vite umane.

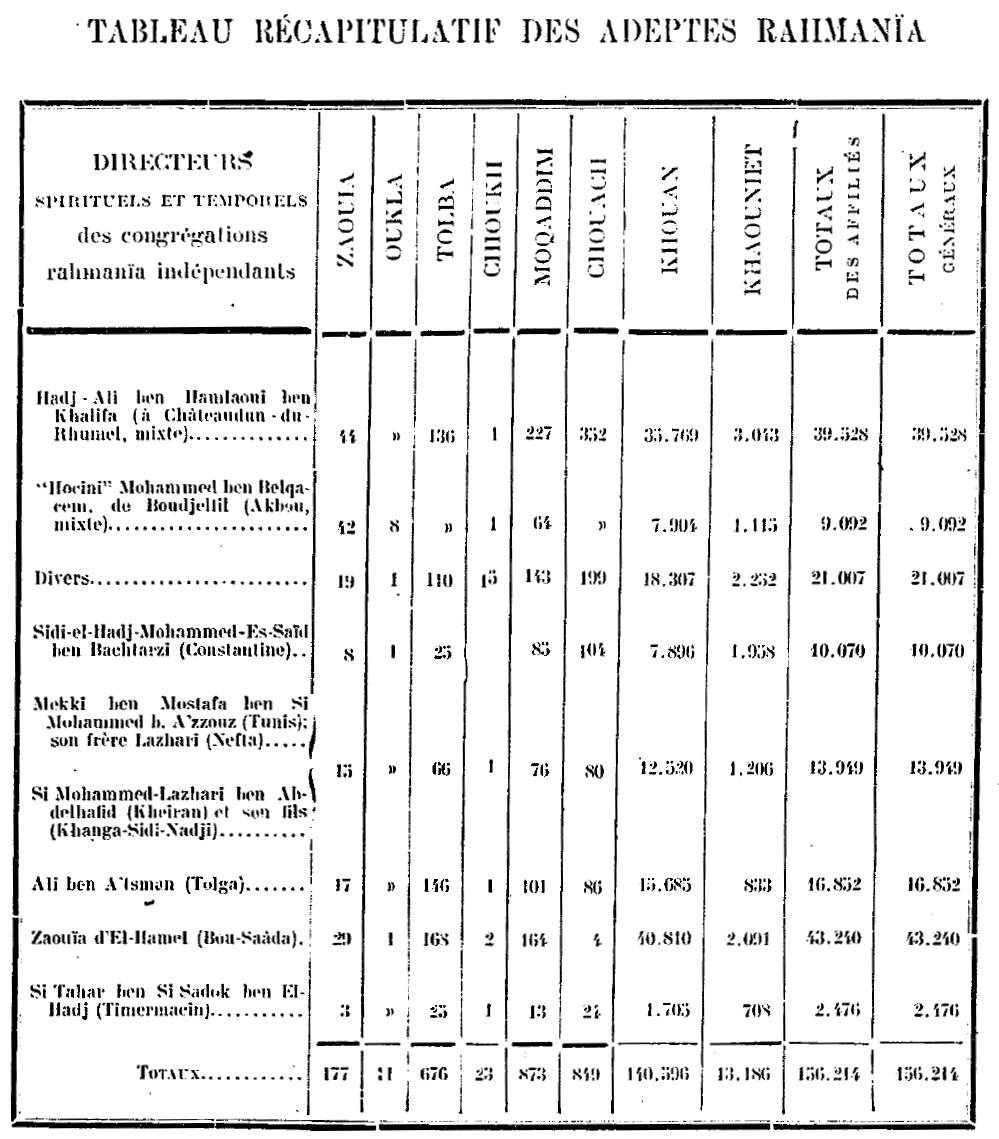
Statistiche sulla consistenza numerica della Rahmaniya nel 1897 (da Depont-Coppolani 1897).

## Dopo il 1871
Tra le drastiche misure che i francesi presero per reprimere la ribellione ed impedire che si ripetesse vi furono diversi provvedimenti tesi a ridurre l'influenza della Rahmaniya sulla popolazione. La "casa-madre" di Ait Smail venne chiusa, e delle altre sedi vennero privilegiate quelle dirette da personalità favorevoli alla Francia.
Lo sceicco Aheddad dalla sua prigione di Costantina nominò suo successore Si el-Hadj b. Hamlaoui b. Khelifa, mokaddem della zawiya di Châteaudun-du-Rhummel (oggi Chelghoum-Laid, nella regione di Costantina), ma di fatto da quel momento il potere nella confraternita non venne più esercitato da un'unica autorità e si trovò ripartito tra diversi centri. Oltre alla sopraddetta zawiya e a quella altrettanto importante di Mohammed ben Belqasem a Boudjellil nei pressi di Akbou, sopravvissero altri sei centri principali, relativamente indipendenti gli uni dagli altri:
- la zawiya di Costantina, creata da Si Mostafa ben Abderrahman ben Bachtarzi, guidata dal suo discendente Elhadj Mohammed es-Said;
- la zawiya di Nefta (in Tunisia), fondata da Mostafa ben Mohammed ben Azzouz;
- la zawiya di Khenga Sidi Nadji in prossimità di Khenchela nell'Aurès, gestita dai discendenti di Si Abdelhafid ben Mohammed (già moqaddem di Mohammed Ben Azzouz);
- la zawiya di Tolga nel sud dell'Algeria, non lontano da Biskra, fondata dallo sheikh Ali ben Amor e diretta dal suo successore Ali ben 'Athman;
- la zawiya di El-Hamel nell'Oranese, a una dozzina di chilometri da Bou Saada, dove si stabilì Mohammed ben Belqasem (1810 ca.- 2 giugno 1896), di origini marabuttiche, circondato da fama di santo e taumaturgo; gli succedette un nipote, Hadj Mohammed ben Belqasem;
- la zawiya di Timermacin, a poca distanza dall'oasi di Masmoudi (nell'Aurès), dove esisteva in precedenza una zawiya fondata da Si Sadok ben Elhadj (moqaddem di Mohammed ben Azzouz), che aveva combattuto i francesi nel 1858-1859 ed era stato sconfitto e catturato. La nuova zawiya era retta dal figlio Tahar.

## La confraternita nel XX secolo
Anche se dopo il 1871 perse la direzione accentrata che ne aveva fatto un importante strumento di mobilitazione globale antifrancese, la Rahmaniya rimase comunque una sorta di "congregazione" nazionale algerina, sempre di molto maggioritaria rispetto agli altri ordini presenti sul territorio, e non furono pochi gli episodi che videro coinvolti i centri di attività di questa confraternita, per esempio in occasione dei fatti dell'8 maggio 1945, o quando l'influsso dei capi religiosi è decisivo per assicurare la vittoria di uomini del PPA alle elezioni del 1948.
Nonostante la concorrenza che venne esercitata (soprattutto negli anni '40) dal movimento ulemista, al momento dello scoppio della guerra d'Algeria, i membri della Rahmaniya superavano ampiamente le 100.000 unità, distribuiti in numerose zawiye in tutto il paese. Una delle più importanti era quella di Algeri (boulevard Bru), che da sola ne contava 16.000, ma la distribuzione era veramente capillare. Basti pensare che solo nei territori del Sud si contavano più di 90.000 adepti.